# Guillaume Soisson
Pour les articles homonymes, voir Soisson.
Guillaume Soisson, né le 18 novembre 1866 à Lorentzweiler (Luxembourg) et mort le 27 août 1938 à Luxembourg (Luxembourg), est un ingénieur, professeur et homme politique luxembourgeois.

## Biographie
Guillaume Soisson fait des études supérieures d'ingénierie à l'Athénée de Luxembourg puis à l'université catholique de Louvain où il choisit de se spécialiser dans les domaines des sciences physique et des mathématiques pour son doctorat. À l'issue de son cursus, il devient répétiteur à l'École industrielle et commerciale pendant trois ans de 1892 à 1895 puis professeur de 1895 à 1915. Guillaume Soisson est l'auteur de toute une série d'articles scientifiques et de vulgarisation scientifique. On peut notamment citer ses articles sur la radio et la radioactivité, le charbon en Meurthe-et-Moselle, la géologie appliquée et le gaz liquéfié, le four électrique et l'électrosédimentation, les turbines à vapeur et le plan d'un canal sur la Meuse et la Moselle. Il est également actif au sein d'une association d'ingénieurs appelée en luxembourgeois : Ingenieurs-Verband et dont il s'occupe du bulletin.
Du 6 novembre 1915 au 24 février 1916, Guillaume Soisson est nommé directeur général des Travaux publics et de l'Agriculture dans le gouvernement Loutsch. Peu de temps après, il est réintégré brièvement dans ses fonctions de professeur à l'École industrielle et commerciale le 27 juin. Il fait de nouveau partie du gouvernement dirigé par Émile Reuter du 14 avril 1923 au 19 mars 1925 en tant que directeur général des Travaux publics du jusqu'au 23 avril 1924 puis, on lui attribue également les portefeuilles de l'Agriculture et de l'Industrie. À sa sortie du gouvernement, il retrouve ses fonctions de professeur à l'École industrielle et commerciale. Il termine sa carrière professionnelle en 1934, date à laquelle il obtient la démission honorable de ses fonctions le 4 décembre.

## Décorations
- Commandeur de l'ordre de la Couronne de chêne[6] (Luxembourg, 1935)
- Grand officier de l'ordre d'Adolphe de Nassau[6] (Luxembourg)
- Grand officier de l'ordre de Léopold[6] (Belgique)
- Commandeur de la Légion d'honneur[6] (France)
- Officier de l'Instruction publique[6]